# 保镖 (2017年电影)
是一部2017年的美國動作驚悚片，由艾朗·德羅榭（Alain DesRochers）執導，托尼·莫舍（Tony Mosher）和約翰·蘇利文（John Sullivan）編劇。主演包括安东尼奥·班德拉斯、嘉貝拉·萊特（Gabriella Wright）、本·金斯利和查德·林博格。

## 演員
- 安东尼奥·班德拉斯飾演艾迪·迪肯（Eddie Deacon）[1][4]
- 本·金斯利飾演查理（Charlie）[1][4]
- 利亞姆·麥肯泰爾飾演范斯（Vance）[4]
- 黎剛飾演死眼（Dead Eyes）[5]
- 凱瑟琳·德·拉·羅沙（Katherine Mary de la Rocha）飾演傑米（Jamie）
- 查德·林博格飾演梅森（Mason）
- 汪東城飾演強尼·魏（Johnny Wei）
- 嘉貝拉·萊特（Gabriella Wright）飾演露比（Ruby）[6]
- 莎莉·華森（Shari Watson）飾演管理員

## 製作
本片的主要拍攝於2015年11月在保加利亚開始，並於2016年1月22日結束。艾朗·德羅榭執導，製作成本為1500萬美元。.

## 發行
2017年10月3日，該片在各國的Netflix平台上線。

## 外部連結
- 互联网电影数据库（IMDb）上《保镖》的资料（英文）
- 爛番茄上《保镖》的資料（英文）